# تيسون بالو
تيسون بالو (بالإنجليزية: Tyson Ballou)‏ هو عارض أمريكي، ولد في 14 نوفمبر 1976 في غارلاند في الولايات المتحدة.

## روابط خارجية
- تيسون بالو على موقع IMDb (الإنجليزية)